# Cephalic Carnage
O Cephalic Carnage é um grupo formado em Edgewater, Colorado, nos Estados Unidos, em 1992. A banda formou o seu próprio estilo de som, rotulado por eles como Rocky Mountain HydroGrind. A banda mistura jazz, música experimental, sludge, death metal e grindcore em seu som único. A banda tem reputação de banda ao vivo, fazendo turnês com bandas como Pig Destroyer, Brujeria, Fantomas e Neurosis. Em 2005 eles lançaram o álbum Anomalies pela gravadora Relapse Records.
A banda tem um estilo tecnicamente proficiente, experimenta progressivamente com outros gêneros e incorpora canções de natureza brincalhona em seus álbuns, como paródias de black metal ou metalcore. Eles se referem como "moinhos de hidromassagem em montanhas rochosas".
A banda diz que a música Dying Will Be the Death of Me do álbum Anomalies, foi feita para satirizar o Metalcore, estilo este que virou uma moda nos Estados Unidos.

## Formação atual
- Lenzig Leal - vocal
- Zac Joe - guitarra
- Steve Goldberg - guitarra
- Nick - baixo
- John Merryman - bateria

### Ex-membros
- Jawsh Mullen - baixo

## Discografia

### Demo
- Scrape My Lungs (1994)
- Fortuitous Oddity (1996)
- Promo 1997 (1997)

### EP
- Halls of Amenti (2002)

### Splits
- Cephalic Carnage/Adnauseam Split (1998)
- Cephalic Carnage/Impaled Split (1999)
- Cephalic Carnage/Anal Blast Split: Perversion...and the Guilt After - Version 5 Obese (2002)

### Álbuns completos
- Conforming to Abnormality (1998/2002)
- Exploiting Dysfunction (2000)
- Lucid Interval (2002)
- Anomalies (2005)